# 上ミ山古墳
上ミ山古墳（かみやまこふん）は、和歌山県西牟婁郡すさみ町周参見にある古墳。形状は円墳。出土品は和歌山県指定有形文化財に指定されている。

## 概要

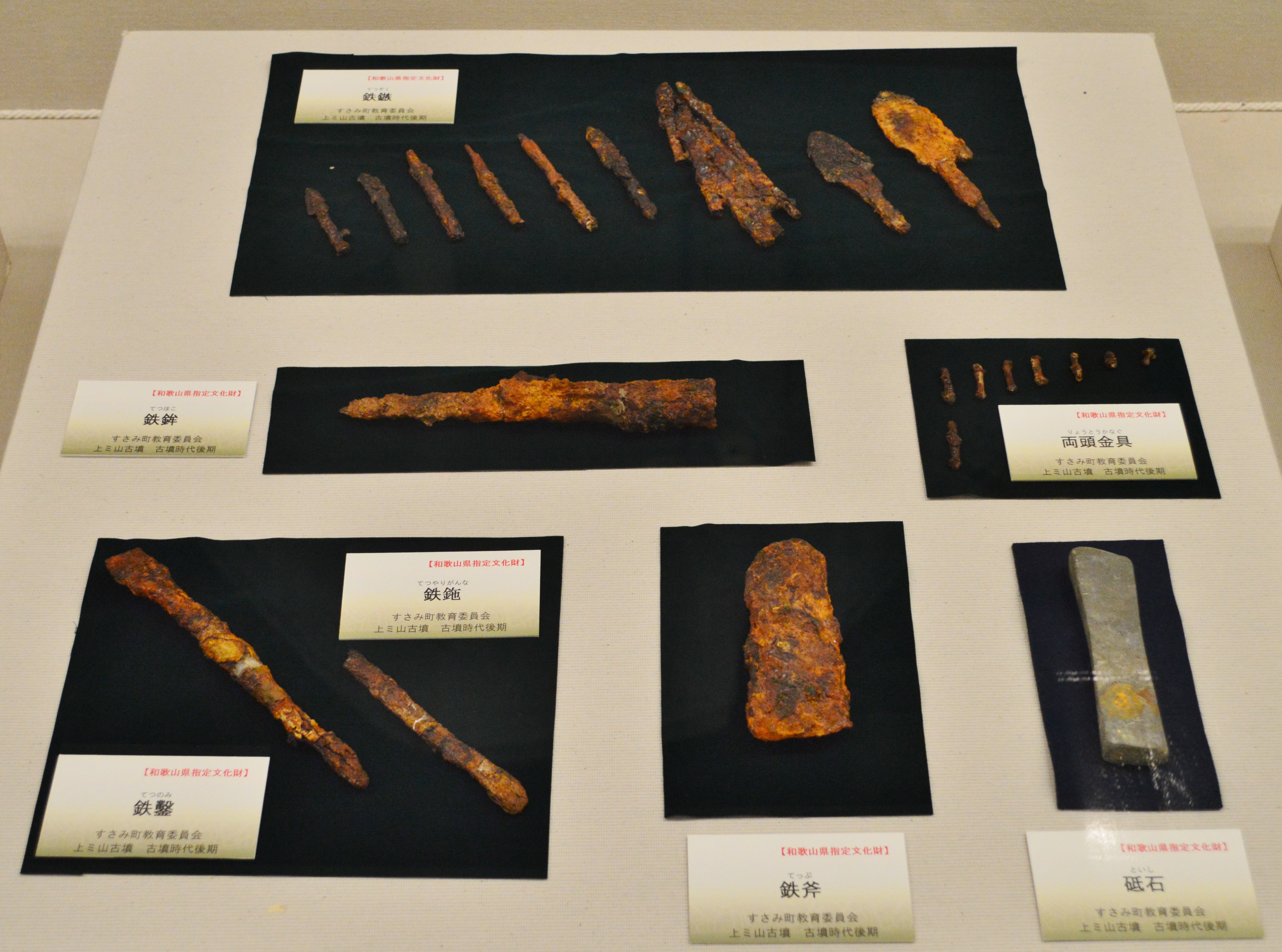
出土品（和歌山県指定文化財）和歌山県立紀伊風土記の丘企画展示時に撮影。

和歌山県南部、周参見湾西方の丘陵（上ミ山、標高81メートル）山頂に築造された古墳である。1970年（昭和45年）の宅地造成工事の際に発見されたが大きく削平を受けているほか、1971年（昭和46年）にすさみ町教育委員会による発掘調査が実施されている。
墳形は円形で、直径40メートル・高さ4メートル程度と推定されるが、現在はその4分の3が失われている。墳丘外表では供献土器群が検出されているが、葺石・埴輪は認められていない。埋葬施設は横穴式石室2基・箱式石棺1基で、東西の横穴式石室の間に箱式石棺が位置した。これらのうち西横穴式石室と箱式石棺は失われているが、残された東横穴式石室からは多数の副葬品が検出されている。築造時期は古墳時代後期頃と推定される。横穴式石室の古墳としては本州で最南端に位置するとして注目される古墳になる。
出土品は2015年（平成27年）に和歌山県指定有形文化財に指定されている。

## 埋葬施設
埋葬施設は東西2基の横穴式石室と、その間の箱式石棺1基からなる。3基のうち西横穴式石室・箱式石棺は現在は失われており、詳らかでない。
東横穴式石室は右片袖式で、南方に開口する。玄室の平面形はほぼ正方形で、長さ2.3メートル、幅2.1メートル、高さ1.5メートルを測る。側壁は割石の小口積みで構築され、その上に板石5段で持ち送って天井石2枚を架けており、壁面では朱の痕跡が認められている。この石室の構造には九州地方中部・北部の石室との類似性が指摘される。玄室内では奥壁と平行の仕切り石（石障）をもって3区画の屍床が形成され、奥壁から順に第1区・第2区・第3区屍床と呼ばれる。いずれも東枕で、遺骸は腐朽していたものの多数の副葬品が検出されている（内容は後掲）。

## 文化財

### 和歌山県指定文化財
- 有形文化財
  - 上ミ山古墳出土遺物 392点（考古資料） - 明細は後出。すさみ町立歴史民俗資料館保管。2015年（平成27年）1月15日指定[4][3]。

- 鉄刀 3本
- 鉄製弓飾り金具 8点
- 鉄矛 1本
- 鉄鏃（破片） 49本
- 鉄斧 2個
- 鉄鉇 1本
- 鉄鑿 1本
- 鉄製刀子 4本
- 砥石 2個
- 水晶製棗玉 1点
- 琥珀製棗玉 4点
- 埋木製棗玉 20点
- 水晶製切子玉 8点
- 水晶製算盤玉 6点
- 水晶製丸玉 16点
- 琥珀製丸玉 1点
- 碧玉製平玉 3点
- 碧玉製管玉 11点
- ガラス製管玉 1点
- ガラス製丸玉 1点
- ガラス製小玉 226点
- 須恵器高坏 3個
- 須恵器鈴付高坏 1個
- 須恵器坏身 5個
- 須恵器坏蓋 5個
- 須恵器広口壺 1個
- 須恵器広口壺破片 4点
- 須恵器短頸壺破片 1点
- 須恵器𤭯破片 3点

## 関連施設
- すさみ町立歴史民俗資料館（すさみ町周参見） - 上ミ山古墳出土品等を保管・展示。